# Coptopteryx platana
Coptopteryx platana är en bönsyrseart som beskrevs av Giglio-tos 1915. Coptopteryx platana ingår i släktet Coptopteryx och familjen Mantidae. Inga underarter finns listade i Catalogue of Life.